# 청화가
청화가(清華家 세이가케[*])는 공가의 다섯 가격(家格) 중 하나로, 최상위 가격인 섭관가의 다음이며 세 번째 가격인 대신가의 상위이다. 총 9개(혹은 7개)의 가문으로 구성되어 있는 계층으로서, 이 계층 출신은 근위대장, 대신(大臣)을 역임하며 최대 태정대신(太政大臣)까지 승진할 수 있다. 그러나 에도 시대에 이르면 태정대신의 자리는 섭관가만이 오를 수 있었던 섭정, 관백을 역임한 경험이 있는 이들에게만 임명될 수 있는 기회가 주어져 사실상 세이가케 출신으로서 오를 수 있는 고위직은 좌대신(左大臣)이 최고였다. 종5위하시종(従五位下侍従)에서 시작하여 권중납언(權中納言), 권대납언(權大納言), 우근위대장(좌근위대장은 사실상 섭관가가 독점함)을 거쳐 다이진으로 승진하는 순서를 거쳤으나 승진 속도는 셋케보다 느렸고 다이진이 된 뒤에도 셋케 출신에 비해 임기가 짧은 경우가 많았다.
흔히 화족(華族)이라고도 한다. 메이지 시대 이후에는 작위를 받은 귀족 전체를 통틀어 화족이라 일컬었으나 이전에는 화족이라 하면 흔히 청화가를 가리키는 것으로 받아들여졌다. 1884년 화족령에 의해 원칙적으로 청화가들에게는 후작 작위가 주어졌으나 메이지 유신의 공이 크다는 이유로 산조 가문은 공작 작위를 부여받았다. 그 외에 사이온지 가문과 도쿠다이지 가문 또한 후일 공작으로 승격되었다.

## 구성 가문

### 7가
- 구가(久我)

무라카미 천황의 제 8황자 도모히라 친왕(具平親王)의 아들이자 우대신(右大臣)인 미나모토노 모로후사(源師房)를 선조로 하는 무라카미 겐지의 직계 혈통이다. 모로후사는 간파쿠 후지와라노 미치나가의 사위로, 후일 그의 적자가 미치나가의 장남 후지와라노 요시미치의 양자가 되어 셋케와도 가까운 혈연 관계를 맺게 되었다. 모로후사의 5세손인 내대신(内大臣) 미나모토노 미치치카(源通親)는 단고노 쓰보네(丹後局)와 짜고 당시의 간파쿠였던 구조 가네자네를 내쳐 '미나모토 박륙(源博陸)'이라는 별명을 얻을 정도로 권세를 휘둘렀다. 이후 구가 본가의 혈통은 오랫동안 겐지노쵸쟈(源氏長者)나 쥰나인(淳和院)・쇼가쿠인(奨学院) 양 학당을 겸임하는 등의 일을 가업으로 삼았으나 무로마치 시대에 무가 출신 겐지인 아시카가 쇼군가에게 그 업무와 직책을 빼앗겼다. '구가'라는 명칭은 교토 서남의 야마시로노쿠니의 구가 지역에 '구가 수각(久我水閣)'이 있었던 데서 유래하였다. 분가로는 다이진케의 나카노인(中院), 우린케의 로쿠조(六条), 이와쿠라(岩倉), 지구사(千種), 히가시쿠제(東久世), 구제(久世), 우메다니(梅溪), 아타고(愛宕), 우에마쓰(植松) 총 9개 가문이 있다.
가업은 피리이며, 에도 시대의 봉록은 700석이다. 문장은 구가린도(久我竜胆)이다.
- 산조(三条)

후지와라 북가(北家) 한원류(閑院流)의 분파이다. 곤다이나곤 후지와라노 긴자네(藤原公実)의 장남으로 다이조다이진인 산조 자네유키(三条実行)를 시조로 한다. 분가로는 다이진케의 오기마치 산조(正親町三条)와 산조니시(三条西), 우림가의 시게노이(滋野井), 아네가코지(姉小路)가 있다.
가업은 피리와 장속(装束). 에도 시대의 봉록은 469석이다. 문장은 가라비시바나(唐菱花)이다.
- 사이온지(西園寺)

후지와라 북가 한원류의 분파이다. 후지와라노 긴자네의 차남이자 곤추나곤인 사이온지 미치스에(西園寺通季)를 시조로 한다. 미치스에의 생모 미츠코가 정실이었으므로 적자 혈통으로 인정받았으나 일찍 사망하여 형제 중에서도 관직의 급이 가장 낮았다. 4대손인 다이조다이진 사이온지 긴쓰네(西園寺公経)에 이르러 친 아시카가 막부 파로서 조큐의 난 이후 권력을 잡고 셋케로부터 외척의 지위와 간토모시쓰기(関東申次)의 직책을 빼앗아 차지하였다. 이후 일족의 명복을 빌기 위한 절 사이온지를 건립하면서 절의 이름이 가문 명칭의 유래가 되었다. 분가로는 도인(洞院, 이후 단절), 이마데가와(今出川)와 우린케의 시미즈다니(清水谷), 무로마치(室町), 하시모토(橋本), 오오미야(大宮) 등이 있다.
가업은 비파이며 에도 시대의 봉록은 597석이다. 문장은 히다리미쓰토모에(左三つ巴)이다.
- 도쿠다이지(徳大寺)

후지와라 북가 한원류의 분파이다. 후지와라노 긴자네의 삼남이자 사다이진인 도쿠다이지 자네요시(徳大寺実能)를 시조로 한다. 도바 천황, 고시라카와 천황 치세 하에 지속적으로 후궁을 배출했으나 가마쿠라 시대 이후 쇠락하였다. 여러 가문 중에서도 특히 사이온지 가문과의 동족 의식이 강하여 후일 메이지 시대의 정치가 사이온지 긴모치는 도쿠다이지 가문에서 태어나 사이온지 가문으로 입양되어 대를 이었다.
가업은 피리이며 에도 시대의 봉록은 약 410석이다. 문장은 모코하나비시후센아야(木瓜花菱浮線綾)이다.
- 가잔인(花山院)

후지와라 북가 사실류(師実流)의 분파이다. 셋칸이자 다이조다이진인 후지와라노 모로자네(藤原師実)의 차남으로 우다이진이었던 가잔인 이에타다(花山院家忠)를 시조로 한다. 모로자네가 당시 가잔 천황의 어소였던 가잔인(花山院)의 전령 역을 맡으면서 가명의 유래가 되었다. 3대째인 다다마사(忠雅)는 당대의 실세였던 다이라노 기요모리와의 친척 관계를 통하여 이례적으로 태정대신으로 승진하였다. 분가로는 우린케의 나카야마(中山), 노노미야(野宮), 이마조(今城)가 있다.
가업은 생황과 필도(筆道)이며 에도 시대의 봉록은 약 750석이다. 문장은 가키쓰바타비시(杜若菱)이다.
- 오오이노미카도(大炊御門)

후지와라 북가 사실류(師実流)의 분파이다. 가잔인 가문과 마찬가지로 후지와라노 모로자네의 아들인 오오이노미카도 쓰네자네(大炊御門経実)를 시조로 한다. 오오이노미카도의 북쪽, 마데노코지의 동쪽에 자택이 위치하여 가명의 유래가 되었다. 쓰네자네의 아들 쓰네무네(経宗)가 동복 누이의 아들 니조 천황의 치세에 좌대신으로 승진하면서 세이가케의 가격을 획득하였다.
가업은 필도, 와카, 와곤(和琴), 피리, 장속. 에도 시대의 봉록은 약 400석이다. 문장은 비시니카타바미(菱に片喰草)이다.
- 이마데가와(今出川) 혹은 기쿠테이(菊亭)

후지와라 북가 한원류의 분파로 사이온지 가문의 서자 계통이다. 가마쿠라 시대의 태정대신이었던 사이온지 사네카네(西園寺実兼)의 아들 사다이진 이마데가와 가네스에(兼季)가 분가하여 이마데가와에 거처를 마련하면서 가명의 유래가 되었다.
가업은 비파이며 에도시대의 봉록은 1655석이다. 문장은 미쓰카에데(三つ楓)이다.

### 2가
7가가 생성된 이후 에도 시대에 2가가 추가되었다.
- 다이고(醍醐)

후지와라 북가 섭관류(摂関流)의 분파이다. 에도 시대에 셋케 중 하나인 이치조 가문에서 분가하였다. 셋칸 이치조 아키요시(一条昭良)의 차남 곤다이나곤 다이고 후유모토(冬基)를 초대로 한다.
봉록은 약 312석이며 문장은 사가리후지(下り藤)이다.
- 히로하타(広幡)

오기마치 겐지(正親町源氏)의 분파이다. 오기마치 천황의 손자인 하치조노미야 도시히토의 아들 히로하타 다다유키(広幡忠幸)가 신적강하하여 가문을 일으켰다. 다다유키는 처음 오와리번에서 무가(武家)를 열었으나 이후 교토로 돌아와 다이나곤이 되었다.
봉록은 약 500석이며 문장은 주로쿠라기쿠(十六裏菊)이다.

## 같이 보기
- 공가
- 섭관가